# Ноймаркт (район)
Ноймаркт (нім. Neumarkt in der Oberpfalz) — район у Німеччині, у складі округу Верхній Пфальц федеральної землі Баварія. Адміністративний центр — місто Ноймаркт.

## Населення
Населення району становить 135 225 осіб (станом на 31 грудня 2020).

## Адміністративний поділ
Район складається з 6 міст (нім. Städte), 6 торговельних громад (нім. Märkte) та 7 громад (нім. Gemeinden):
| Міста 1. Берхінг (8864) 2. Дітфурт-ан-дер-Альтмюль (6150) 3. Фрайштадт (9118) 4. Ноймаркт (40243) 5. Парсберг (7272) 6. Фельбург (5350) Торговельні громади 1. Брайтенбрунн (3504) 2. Гоенфельс (2240) 3. Лаутергофен (3748) 4. Лупбург (2481) 5. Пирбаум (5809) 6. Постбауер-Генг (7930) | Громади 1. Берг-бай-Ноймаркт (7938) 2. Бернгау (2577) 3. Дайнінг (5027) 4. Зенгенталь (3745) 5. Зойберсдорф (5254) 6. Мюльгаузен (5058) 7. Пільзах (2917) Об'єднання громад 1. Ноймаркт (Бернгау, Пільзах та Зенгенталь) |

Дані про населення наведені станом на 31 грудня 2020.